# Nématologie

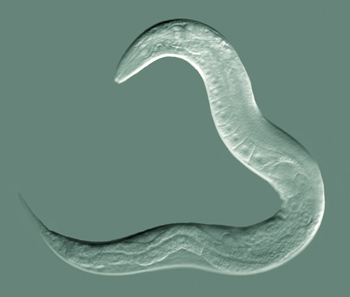
Caenorhabditis elegans, un organisme modèle important de la nématologie

La nématologie est l'étude des Nématodes, ou vers ronds. Bien que les recherches en nématologie remontent à l'époque d'Aristote voire encore plus tôt, la nématologie comme discipline indépendante connaît ses débuts au milieu du XIXe siècle,.

## Histoire

### Avant 1850
Les recherches en nématologie trouvent son origine dans les observations et l'enregistrement de ces observations. Les premiers relevés écrits de l'étude de nématodes peuvent être trouvés dans le Pentateuque de l'Ancien Testament, dans le Quatrième Livre de Moïse appelé « Livre des Nombres » : « Alors l’Éternel envoya contre le peuple des serpents brûlants ; ils mordirent le peuple, et il mourut beaucoup de gens en Israël ». Bien qu'aucune preuve empirique n'existe pour tester cette hypothèse, beaucoup de nématologistes estiment, et les éléments circonstanciels suggèrent également que les « serpents brûlants » sont des Dracunculus medinensis (aussi appelé ver de Guinée ou ver d'Afrique). car ce nématode est connu pour se rencontrer dans les régions de la mer Rouge.
Avant 1750,un grand nombre d'observations de nématodes furent enregistrées, notamment par des grands esprits des anciennes civilisations. Hippocrate (ca. 420 av. J.-C.), Aristote (ca. 350 av. J.-C.), Celsus (ca 10 av. J.-C.), Galen (ca. 180 après J.-C.) et Redi (1684)  ont tous décrits des nématodes parasitant des humains ou d'autres grands animaux et des oiseaux. Borellus (1653) fut le premier à observer et décrire des nématodes vivant librement qu'il nomma l'« anguille de vinaigre ».

## Nématologues célèbres
- Nathan Augustus Cobb (1859-1932), nématologiste américain
- Benjamin Goodwin Chitwood (1907-1972), entomologiste et nématologiste américain

## Sources
- (en) Cet article est partiellement ou en totalité issu de l’article de Wikipédia en anglais intitulé « Nematology » (voir la liste des auteurs).